# 슈나이더잎코박쥐
슈나이더잎코박쥐 또는 슈나이더둥근잎박쥐(Hipposideros speoris)는 잎코박쥐과에 속하는 박쥐의 일종이다. 인도와 스리랑카에서 발견된다. 자연 서식지는 아열대 또는 열대 기후 지역의 건조림과 동굴, 도시 지역이다.

## 특징
머리부터 몸까지 길이는 8~9cm이다. 전완장은 5cm, 날개 폭은 30~34cm, 몸무게는 9~15g이다. 나이가 든 수컷의 전두낭이 잘 발달되어 있다.